# Agrochola wautieri
Agrochola wautieri là một loài bướm đêm trong họ Noctuidae.